# Manuel Hedilla
Manuel Hedilla (Ambrosero, 18 luglio 1902 – Madrid, 4 febbraio 1970) è stato un politico spagnolo, secondo capo nazionale del movimento politico della Falange spagnola.
Fedele assertore del programma sociale enunciato da José Antonio Primo de Rivera fu il rappresentante della corrente più rivoluzionaria che si rifaceva a ideali nazional-popolari e socialisteggianti.

## Biografia
Figlio di Manuel Hedilla Collada e Josefa Larrey Jáuregui, una famiglia del ceto medio, studiò presso le scuole salesiane di Baracaldo.
Lavorò come operaio e nel 1934 entrò nella Falange Spagnola. Ebbe una rapida ascesa politica fino a diventare consigliere nazionale e partecipò ai preparativi della sollevazione militare del 18 luglio del 1936 in Galizia. Dopo la fucilazione da parte dei repubblicani del leader della Falange José Antonio Primo de Rivera ne prese il posto.
Durante la guerra civile spagnola, a seguito di alcuni incidenti tra le varie correnti della Falange, che porteranno a due morti, Francisco Franco e altri vertici militari decisero il 19 aprile 1937 la costituzione di un unico partito, Il Movimiento Unificado. Ciò determinò la scomparsa della Falange come l'aveva concepita José Antonio Primo de Rivera.
Hedilla, contrario alla fusione, arrestato il 25 aprile 1937 con l'accusa di aver cospirato contro Franco, fu condannato a morte e il suo posto fu preso da Raimundo Fernández-Cuesta. La condanna fu poi commutata al carcere nelle Isole Canarie, fino al 1943, poi fu confinato sull'isola di Maiorca fino al 1947, e infine fu liberato e visse nell'anonimato fino al 1970.